# На Західному фронті без змін (фільм, 1930)
«На Західному фронті без змін» (англ. All Quiet on the Western Front) — чорно-біла докодексова епічна військова драма 1930 року, знята режисером Льюїсом Майлстоуном. Екранізація твору Еріха Марії Ремарка «На Західному фронті без змін».
У 1990 році ця кінокартина ввійшла до Національного реєстру фільмів США як така, що є «культурно, історично чи естетично значущою». Через реалістичність зображення жахіть під час Першої світової війни, Американський інститут кіномистецтва у 1998 році заніс цей фільм до списку «100 найкращих американських фільмів за 100 років». Через десять років, у 2008, «На західному фронті без змін» поставили на сьоме місце серед епічних фільмів у списку «10 найкращих американських фільмів у 10 класичних жанрах». Цей фільм став першим, який отримав кінопремію «Оскар» як за «Найкращий фільм», так і за «Найкращу режисерську роботу». Також, це перший переможець у номінації «Найкращий фільм», оснований на романі. Оскільки фільм був опублікований у 1930 році, він перейде суспільне надбання 1 січня 2026 року, після закінчення терміну дії авторських прав на роман у 2024 році.

## Сюжет
|  | Ця історія не є ні обвинуваченням, ні сповіддю, ні пригодою, бо смерть не є пригодою для тих, хто дивиться їй в обличчя. Це тільки спроба розповісти про покоління, яке погубила війна, про тих, хто став її жертвою, навіть якщо врятувався від снарядів |

У Німеччині відбуваються військові паради, рідні проводжають своїх дітей та синів на війну. Оголошується загальна мобілізація. Всі сприймають це за свято і вважають, що війна буде короткою, блискавичною і переможною…
Головний герой картини, Пауль Боймер, який має неабиякі літературні здібності, натхненний патріотичними промовами шкільного вчителя, заправленими німецьким шовінізмом, першим зголошується добровільно йти до армії. Його вчинок повторив і весь клас. Вчитель насолоджується своєю перемогою, бо він розпалив патріотичний вогонь у серцях молодиків, навіть не розуміючи, що через його обмежений світогляд і дешеву пропаганду майже всі вони загинуть.
Молоді хлопці, які ще не закінчили школу, захоплені пафосними закликами свого вчителя, просто від шкільної парти йдуть добровольцями на фронт, бажаючи віддати життя за свою Вітчизну і насолоджуючись мріями про майбутні славетні подвиги на фронті й воїнською славою.
Юнаки, які не пізнали ще всієї гіркоти життя і маючи ідеалістичні та романтичні уявлення про світ, вже у військовому навчальному таборі віч-на-віч стикаються з жорстокою реальністю, всіма ідіотичними проявами мілітаризму. Хіммельштосс, що був ще три дні тому простим листоношею, стає унтерофіцером (як офіцер запасу), який відкрито знущається з хлопців та вимагає від них беззаперечного виконання наказів. Жалюгідний вискочка, який тепер став командиром, дає перші паростки тотального розчарування у душах молодих людей.
Перед вирушенням на фронт молодики вигадують спосіб помститися Хіммельштоссу: вночі, коли він був на підпитку, вони вдягають на нього мішок та дають йому стусанів, а потім кидають у багнюку.
Вже в перший день бойових дій добровольці зіштовхуються з продовольчою проблемою. Хлопці змогли поїсти лише після того, як один із досвідченіших солдатів — Станіслав, завдяки своїй вправності поцупив свинину з продовольчого вагона.

## У ролях
- Лью Ейрс — Пауль Боймер
- Луїс Волхайм — Кат (Станіслав Качинський)
- Джон Рей — Хіммельштосс
- Арнольд Люсі — професор Канторек
- Бен Олександр — Франц Кеммерих
- Оуен Девіс-молодший — Петер
- Волтер Роджерс — Бен
- Вільям Бейквелл — Альберт Кроп
- Рассел Глісон — Мюллер
- Річард Александер — Вестхус

## Нагороди та номінації

### Нагороди
- 1930 — Премія «Оскар»
  - Найкращий фільм
  - Найкращий режисер — Льюїс Майлстоун

### Номінації
- 1930 — Премія «Оскар»
  - Найкращий оператор — Артур Едерсон
  - Найкращий адаптований сценарій — Джордж Ебботт, Максвелл Андерсон, Дел Ендрюс

## Цікаві факти
Аудіоуривки монологів з цього фільму були використані у пісні «The Hundred Days Offensive» (укр. Стоденний наступ) українського блек-дез-метал гурту «1914». Композиція увійшла до їхнього другого альбому «The Blind Leading the Blind».